# Pseudoboa
Pseudoboa är ett släkte av ormar som ingår i familjen snokar. Släktet tillhör underfamiljen Dipsadinae som ibland listas som familj.
Vuxna exemplar är med en längd omkring 150 cm medelstora ormar. De förekommer i Central- och Sydamerika. Individerna vistas främst i regnskogar på marken. De jagar ödlor, mindre ormar och små däggdjur. Honor lägger ägg som ibland placeras i myrstackar. Arternas gifttänder ligger längre bak i käken. Bettet antas vara ofarligt för människor.
Arter enligt Catalogue of Life:
- Pseudoboa coronata
- Pseudoboa haasi
- Pseudoboa neuwiedii
- Pseudoboa nigra
- Pseudoboa serrana

The Reptile Database listar dessutom:
- Pseudoboa martinsi